# Songs and Signs
Songs and Signs  is het dertiende album van de Britse progressieve rockband Caravan. Songs and Signs is een verzamelalbum met verzamelde opnames van Caravan uit het tijdperk van 1970-1976.

## Nummers
1. If I Could Do It All Over Again, I'd Do It All Over You
2. Hello, Hello
3. Songs And Sings
4. Aristocracy
5. Hoedown
6. Introduction
7. Mirror For The Day
8. Virgin On The Ridiculous